# الفانت
الفانت (به آلمانی: Elefant) (فیل) یک زره‌پوش ضدتانک سنگین آلمانی بود که توسط نیروی زمینی این کشوردر طول جنگ جهانی دوم به کار برده شد.
نود و یک دستگاه از این زره‌پوش در سال ۱۹۴۳ تحت عنوان فردینانت با استفاده از بدنه‌های ساخته‌شده جهت پروژه لغو شده تانک تیگر ۱، تولید گردید.
بین ماه‌های ژانویه تا آوریل سال ۱۹۴۴ در زره‌پوش فردینانت اصلاحات و به روز رسانی‌هایی صورت گرفت و در ماه مه همان سال به الفانت تغییر نام داد. عنوان رسمی این زره‌پوش پانتسرییگر تیگر (په) (به آلمانی: Panzerjäger Tiger (P)) بود.

## پیشینه طراحی

پیش‌نمونه تیگر ۱ پورشه

شرکت پورشه حدود ۱۰۰ شاسی جهت طرح ناموفق خود برای تانک تیگر در کارخانه نیبلونگنورکه در سن فالنتین اتریش تولید کرده بود. هر دو طرح موفقیت‌آمیز هنشل و طرح شکست خورده پورشه از برجک طراحی شده شرکت کروپ استفاده می‌کردند. در طرح هنشل برجک در مرکز بدنه قرار گرفته بود؛ در حالی که در طراحی پورشه برجک بسیار نزدیکتر به قسمت جلوی بدنه قرار داده شده بود. از آنجایی که طرح هنشل در این رقابت برای تولید انتخاب شد، دیگر نیازی به شاسی پورشه نبود؛ بنابراین تصمیم گرفته شد که از شاسی‌های پورشه به همراه توپ ضد تانک ۸۸ م‌م جدید کروپ (PaK 43) به عنوان پایه یک زره‌پوش سنگین جدید تحت عنوان فردینانت استفاده شود. این توپ ضد تانک دوربرد با دقت بالا، برای نابود کردن تانک‌های دشمن پیش از رسیدن به محدوده آتش مؤثر، طراحی شده بود.
فردینانت قرار بود در نقش پشتیبانی توپ‌های سبک خودکششی ضد تانک قدیمی تر مانند ماردر ۲ و ۳ در عملیات‌های تهاجمی به کار برده شود. توپ مشابهی در زره‌پوش سبک ضد تانک نسهورن که به شکل همزمان تولید گردید، نیز استفاده شد.

## طراحی

### شاسی
در انتقال قدرت بنزینی-الکتریکی کار جابجایی موتورها بسیار آسانتر از آنچه در انتقال مکانیکی انجام می‌شود، امکان‌پذیر است. در این حالت برخلاف حالت مکانیکی که برای جا به جایی موتورها، جهت انتقال راحت تر قدرت از جعبه‌دنده، بایستی طراحی میل کاردان مجدداً صورت گیرد، موتورها را می‌توان در هر مکانی سوار کرد و تنها طول کابل‌های برق را باید تغییر داد؛ بنابراین بدون برجکِ جلوی پیش‌نمونه پورشه برای تانک تیگر، موتورهای دوقلو به قسمت پیشین منتقل شدند. فضایی نیز جلوتر از آن تنها برای راننده و دستیار او جدای از دیگر خدمه فراهم آمد. یک اتاقک پنج وجهی با زره سنگین با دو وجه زاویه دار قسمت بالایی و سقف زرهی مسطح نیز به عنوان جایگاه خدمه در نیمه عقبی خالی بدنه قرار داده شده بود که یک توپ ۸٫۸ سانتی‌متری Pak 43 در بخش جلویی آن تعبیه گردیده بود. بدین ترتیب، مدل‌های اولیه تبدیل شده فردینانت جز اولین نمونه‌های عملیاتی از آنچه به عنوان زره‌پوش ضد تانک جگپنزر (Jagdpanzer) که دارای اتاقک کاملاً محصور بودند و این اتاقک زرهی از همان ابتدا به عنوان بخش مستقلی از بدنه طراحی شده بود، شناخته می‌شدند، بودند. فردینانت به نوعی ایده انقال از توپ‌های خودکششی ضد تانک سه وجهی با زره سبک و سطح مقطع بزرگ موسوم به پنزرجگر به نمونه‌های با سنگین زره با موتور پسین و سطح مقطع کمتر موسوم به جگپنزر به حساب می‌آمد. با توجه به جدا افتادن راننده و دستیار او از سایر خدمه، این افراد تنها از طریق پیغام‌های رادیویی با یکدیگر در ارتباط بودند.
صفحات زرهی اضافی ۱۰۰ میلی‌متری به قسمت جلویی بدنه جوش زده شده بودند تا افزودن ۵ تن دیگر به وزن زره‌پوش، ضخامت زره این قسمت را به ۲۰۰ میلی‌متر افزایش دهند.

### نیرو محرکه

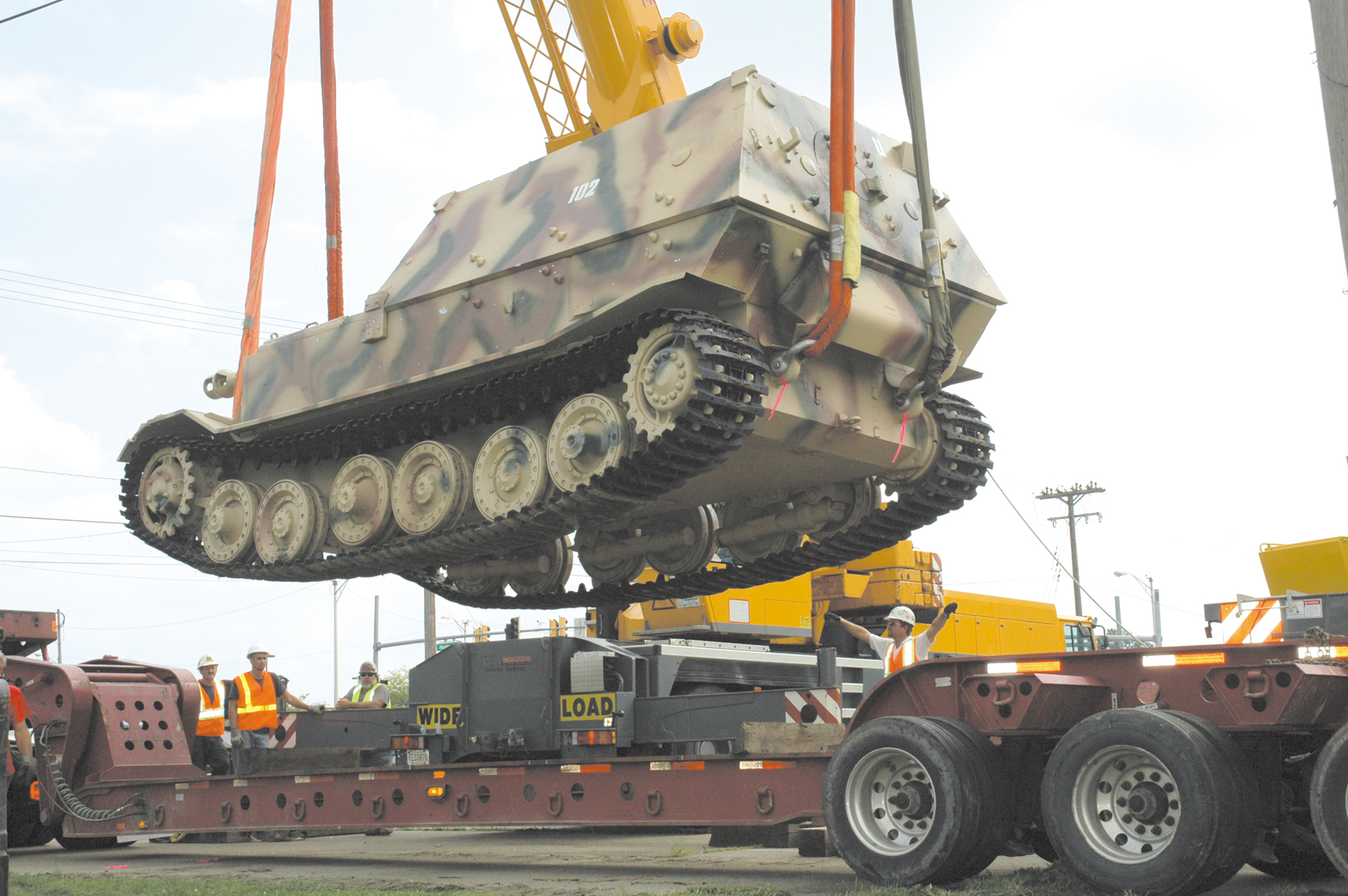
الفانت غنیمت گرفته شده توسط نیروهای آمریکایی

دو موتور خنک‌شونده با هوای پورشه در همه نمونه‌ها با دو موتور Maybach HL120 TRM با توان ۳۰۰ اسب بخار جایگزین شدند. هر موتور یک مولد الکتریکی Siemens-Schuckert 500 VA را به کار می‌انداختند که هر کدام نیروی یک موتور الکتریکی زیمنس با توان ۲۳۰ کیلو وات را فراهم می‌آوردند. هر کدام از این موتورهای الکتریکی به هر یک از چرخ دنده‌های عقب که زنجیر را به گردش درمی‌آوردند، متصل بودند. موتورهای الکتریکی همچنین به عنوان واحد هدایت زره‌پوش عمل می‌کردند. این نیرومحرکه بنزینی-الکتریکی خارج از جاده با مصرف ۰٫۱۱ لیتر سوخت در هر کیلومتر و در جاده با مصرف ۰٫۱۵ لیتر سوخت در هر کیلومتر، حداکثر سرعت ۱۰ کیلومتر بر ساعت خارج از جاده و ۳۰ کیلومتر بر ساعت در جاده را تأمین می‌کرد. علاوه بر این مصرف بالای سوخت و کارایی ضعیف، نگهداری و تعمیر این زره‌پوش نیز کار حساسی بود به وجهی که برای مثال چرخ دنده چرخاننده زنجیر می‌بایستی هر ۵۰۰ تا ۹۰۰ کیلومتر تعویض می‌شد.
سیستم تعلیق چرخ ممتد فردینانت شامل شش چرخ شکل دهنده دوقلو (سه چرخ در هر طرف) با میله‌های پیچشی طولی، بدون همپوشانی در چرخ‌ها یا غلتک‌های برگشتی بود. چرخ دنده چرخاننده زنجیر در انتهای زنجیرهای زره‌پوش قرار گرفته بود؛ در حالی که سیستم ترمز کاسه ای در بخش جلویی وجود داشت.

### تسلیحات
این زره‌پوش به یک توپ ۸۸ میلی‌متری ضدتانک 43/2 مجهز بود. لوله این توپ بسیار طولانی‌تر از توپ ال/۵۶ بود که سرعت گلوله بالاتری به آن می‌داد و گلوله‌های متفاوت بلندتری را شلیک می‌کرد. این بهبودها توانایی نفوذپذیری بالاتری را به این توپ نسبت به نمونه‌های پیشین می‌داد.
توپ این زره‌پوش قادر به چرخش افقی ۲۸ درجه‌ای و بالا و پایین رفتن بین زاویه -۸ درجه و +۱۴ درجه بود.

## تولید
نود و یک شاسی موجود طرح تیگر پورشه به زره‌پوش ضدتانک الفانت اختصاص یافت. این کار تنها در عرض چند ماه بین ماه مارس و ماه مه سال ۱۹۴۳ به پایان رسید.

## تاریخچه عملیاتی

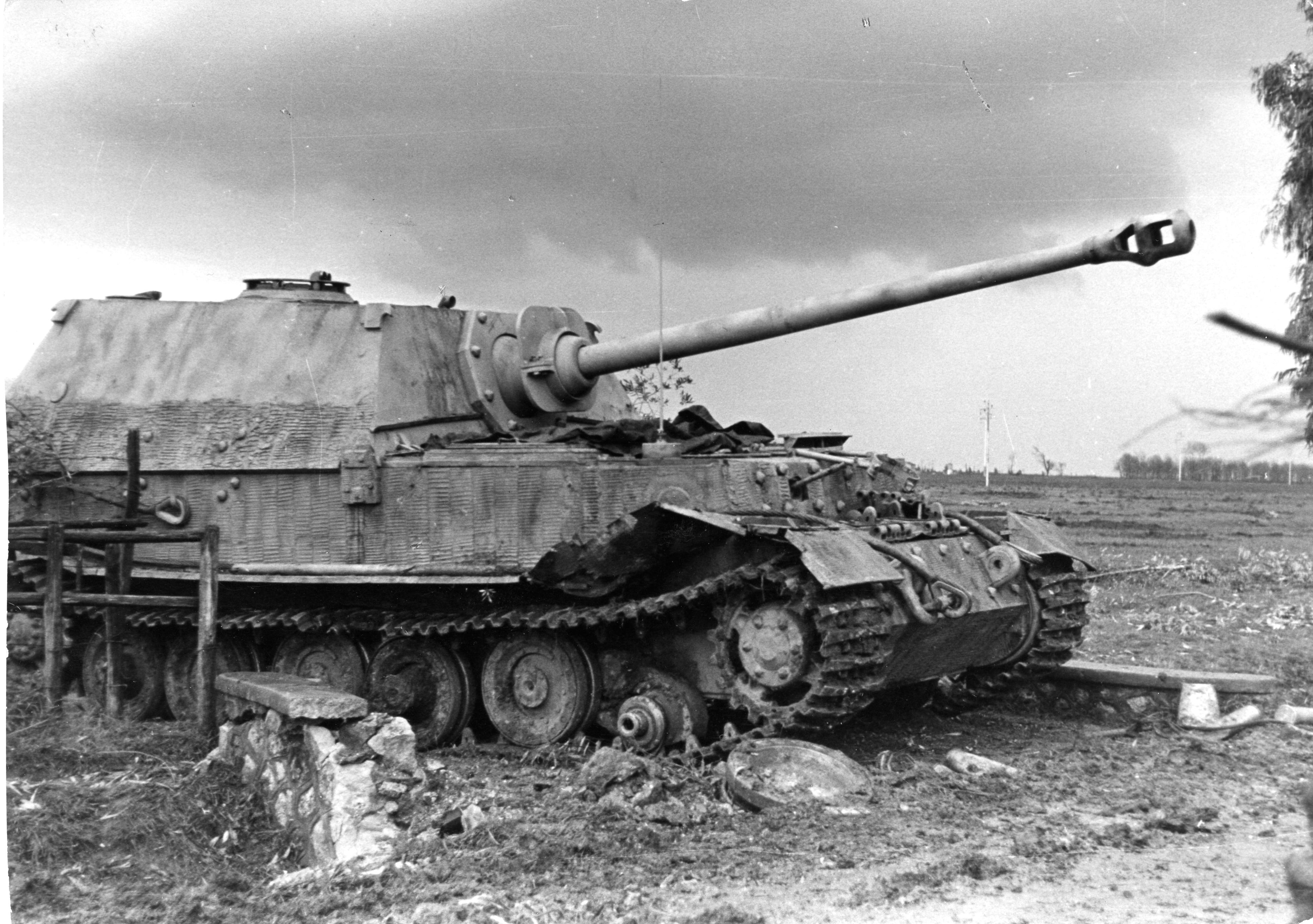
یک الفانت از کار افتاده در ایتالیا، ۱۹۴۴.

### نبرد کورسک
فردینانت نخستین بار در جریان نبرد کورسک پا به عرصه نبرد گذاشت. ۸۹ فروند از مجموع تولیدات این زره‌پوش در بزرگ‌ترین به‌کارگیری آن‌ها در جریان عملیات سیتادل وارد میدان جنگ شدند.
فردینانت برای از بین بردن تانک‌های تی-۳۴ و توپ‌های ضد تانک ۷۶٫۲ میلی‌متری ارتش سرخ از پشت خطوط مقدم از فاصله بیش از ۳ کیلومتری به کمک توپ برد بلند خود طراحی شد. نقشی که عملکرد خوبی در آن از خود نشان داد. مهم‌ترین مشکل این زره‌پوش در کورسک آسیب دیدن از مین‌های ضد تانک دشمن و خرابی‌های مکانیکی بود. هرگونه آسیب دیدگی سیستم تعلیق و زنجیر زره‌پوش، موجب بلا استفاده شدن زره آن می‌شد چرا که خدمه مجبور می‌شدند برای انجام تعمیر از آن خارج شوند. وزن بسیار سنگین فردینانت یدک‌کشی آن را دشوار کرده بود. برگپنزر ۴، نوعی از تانک پنزر ۴، در آن زمان خودرو زره‌پوش بازیابی استاندارد در ارتش آلمان به حساب می‌آمد، که می‌توانست بدون کمک یک پنزر ۴ را بکشد. توان این وسیله برای یدک‌کشی زره‌پوش‌های بزرگتر کافی نبود به شکلی که برای یدک‌کشی یک تانک سنگین تیگر ۱ نیاز به سه برگپنزر ۴ وجود داشت که این مقدار برای فردینانت جهت بیرون کشیدن آن از میدان نبرد به پنج برگپنزر ۴ که صورت پشت سر هم به یکدیگر متصل بودند، می‌رسید.
علاوه بر این، فردینانت از نقص‌های دیگری مانند عدم وجود دید محیطی کامل برای خدمه و عدم تعبیه مسلسل به عنوان سلاح دفاعی ثانویه رنج می‌برد. در برخی گزارش‌ها آمده‌است که نیروهای پیاده اتحاد جماهیر شوروی با اکتشاف سریع این نقص، می‌توانستند به راحتی در سنگرهای خود مخفی شوند تا پس عبور فردینانت از خطوط خود این زره‌پوش را با نارنجک و کوکتل مولوتف از طرفین مورد هدف قرار دهند. با این حال خسارات وارد شده از جانب پیاده‌نظام اتحاد جماهیر شوروی در گزارش‌های پس از عملیات مورد اختلاف است.
در مراحل اولیه نبرد کورسک، هنگامی که آلمانی‌ها حالت تهاجمی داشتند، ادوات سنگین با امنیت نسبی شب هنگام قابل بازیابی و تعمیر بودند. این امر در ابتدا این امکان را پدیدآورد تا اکثریت فردینانت‌های از کار افتاده نجات یافته، ترمیم شده و به خط مقدم برگردند. با این حال هنگامی که ورق در میدان نبرد بر ضد آلمانی‌ها برگشت و آنها دوباره مواضع تدافعی گرفتند، با توجه به کمبود قطعات یدکی، حتی برای فردینانت‌های عملیاتی که تنها آسیب جزئی در ناحیه سیستم تعلیق دیده بودند، امید چندانی به بازیابی وجود نداشت و معمولاً خدمه آن مجبور می‌شدند زره‌پوش را منهدم کنند تا مانع از به غنیمت درآمدن یک جگپنزر به دست قوای شوروی شوند.

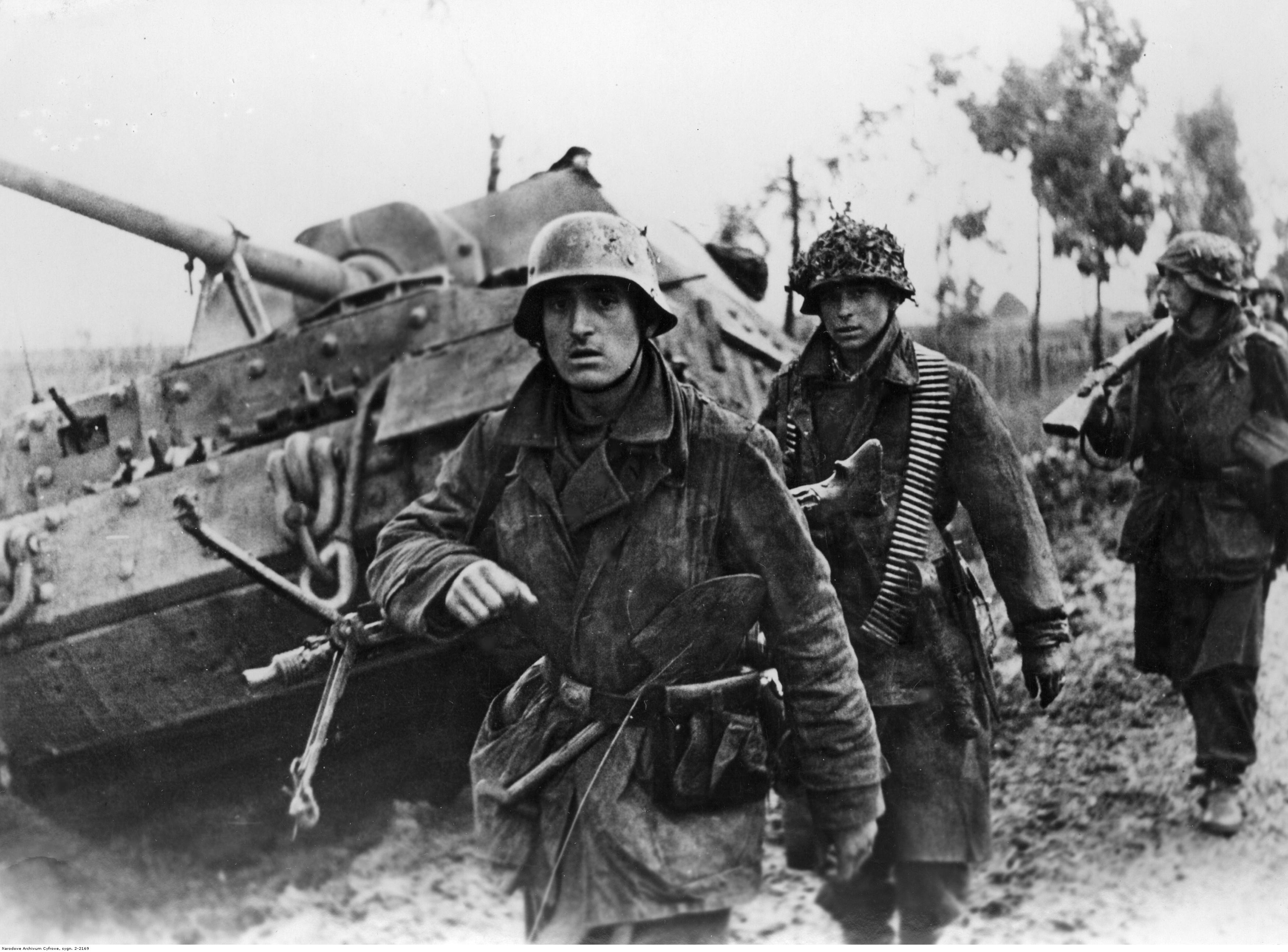
جبهه آنتزیو، مارس ۱۹۴۴

واحدهای این زره‌پوش ضد تانک در سطح گروهان مستقر شده و بعضاً به چند جوخه تقسیم می‌شدند. پیاده‌نظام یا چند دستگاه تانک این واحدها را همراهی می‌کردند تا از جناحین یا پشت سر مراقبت کنند. هنگام حمله این جگپنزر آغازگر تهاجم و در حالت دفاع غالباً به عنوان ذخیره متحرک بود که برای خنثی کردن حملات تانک‌های دشمن از آن استفاده می‌شد.

### تغییرات پس از نبرد کورسک
فردینانتهای بازمانده از نبرد کورسک در سال ۱۹۴۳ عملیات‌های مختلفی در نقش محافظان پشت جبهه ایفا کردند تا اینکه بر اساس تجربه‌های به دست آمده در نبرد کورسک برای اصلاح و تعمیر فراخوانده شدند. این زره‌پوش‌ها در ۲ ژانویه ۱۹۴۴ به کارخانه نیبلونگنورکه در اتریش بازگشتند تا ۴۸ دستگاه از ۵۰ دستگاه باقی مانده ارتقا پیدا کنند. مشهودترین به روزرسانی‌ها شامل این موارد می‌شد:
۱) اضافه شدن یک مسلسل ام‌گه ۳۴ در جلوی بدنه
۲) یک برجک جدید برای فرمانده به جهت بهبود دید (نمونه اصلاح شده از برجک استاندارد اشتوگ ۳)
1. زره بهتری برای موتور جهت بهبود محافظت در برابر گلوله و ترکش
2. استفاده از سیمریت، ماده ضد مین مغناطیسی بر سطح زره

با توجه به ورود متفقین به آنزیو در ایتالیا، نخستین گروه فردینانتهای کامل و به روز شده شامل یازده دستگاه از این زره‌پوش به گروهان یکم از گردان ۶۵۳ زره‌پوش‌های سنگین ضد تانک تعلق گرفت و در پایان فوریه سال ۱۹۴۴ عازم میدان نبرد شد. ۳۷ دستگاه باقیمانده در ماه آوریل تکمیل گردید و به گروهان‌های ۲ و ۳ همان گردان تخصیص یافت. زره‌پوش‌های فردینانت این گروهان‌ها سوار قطار شده و به جبهات نبرد در تارنپول اوکراین ارسال شد.
در اول ماه مه سال ۱۹۴۴، فرماندهی عالی ارتش آلمان با صدور فرمانی رسماً نام این زره‌پوش‌ها را از فردینانت" به "الفانت" تغییر داد. این فرمان استفاده مجدد از عنوان فردینانت را ممنوع کرد و حتی از واحدهای مستقر در میدان نبرد خواست دست به ویرایش این عنوان در اسناد گذشته خود نیز بزنند. برخلاف تصور عامه مبنی بر تغییر نام به جهت بهبودهای مکانیکی بین ماه‌های ژانویه تا آوریل، این تغییر نام صرفاً ماهیتی سازمانی داشت.
سه زره‌پوش بازیابی تحت عنوان برگپنزر الفانت (Bergepanzer Elefant) با ایجاد تغییر در بدنه زره‌پوش‌های فردینانت/الفانت ایجاد شدند و به همراه گروهان دوم و سوم گردان ۶۵۳ زره‌پوش‌های سنگین ضد تانک در تابستان سال ۱۹۴۴ عازم شرق گردیدند.
اگرچه این اصلاحات باعث بهبود الفانت شد اما بعضی از مشکلات هرگز به‌طور کامل برطرف نگردید. در سال ۱۹۴۴ زره‌پوش‌های فردینانت/الفانت در جبهه ایتالیا حضور پیدا کردند اما بسیار تأثیر بسزایی نگذاشتند زیرا وزن تقریباً ۷۰ تنی آنها اجازه استفاده از اکثر راه‌ها و پل‌های ایتالیا را نمی‌داد. همانند نبرد کورسک، در این صحنه نیز بیشتر تلفات این زره‌پوش‌ها نتیجه مستقیم اتفاقات میدان جنگ نبود بلکه عموماً خرابی‌های مکانیکی و کمبود قطعات یدکی، خدمه آن را مجبور به نابودی و رهاسازی آن می‌کرد. یک گروهان از زره‌پوش‌های الفانت در جریان حمله ژانویه ۱۹۴۵ اتحاد جماهیر شوروی در ویستولا-اودر در لهستان در میدان‌ها نبرد حاضر شد. آخرین زره‌پوش‌های الفانت باقیمانده از جنگ نیز در طول نبرد برلین به عنوان آخرین قوای رایش سوم به دفاع از پایتخت پرداختند.

## نتیجه‌گیری
فردینانت/الفانت احتمالاً موفق‌ترین زره‌پوش ضد تانک آلمانی تولید انبوه شده در طول جنگ، در نسبت تلفات وارد کرده به دشمن به تلفات وارده به خود بود. این نسبت بنابر ادعاهای ثبت شده در گزارش‌ها به یک به ده نیز می‌رسد. در طول نبرد کورسک، گردان ۶۵۳ زره‌پوش‌های سنگین ضد تانک ادعا کرد که با از دست دادن تنها ۱۳ فردینانت، ۳۲۰ تانک دشمن را از بین برده‌است. این نسبت چشمگیر به دلیل قدرت آتش بالا و ظرفیت محافظتی زیاد آن بود که باعث می‌شد هنگام استفاده در نبردهای رو در رو یا دفاعی ایستا، از مزیت عظیمی برخوردار باشد. (البته توجه داشته باشید که به خوبی ثابت شده‌است که میزان انهدام ادعا شده تانک‌ها بسیار فراتر از شمار واقعی است. منابع مختلف استانداردهای مختلفی برای تعریف «انهدام» دارند). با این حال، تحرک ضعیف و غیرقابل اعتماد بودن مکانیکی، توانایی عملیاتی آن را به شدت کاهش داده بود.
هر دو زره‌پوش ضد تانک الفانت و نشورن توسط زره‌پوش ضد تانک جگپنتر به حاشیه رانده شدند. هر سه زره‌پوش تنها با تفاوت‌های جزئی از یک توپ استفاده کردند. جگپنتر - جگپنزر واقعی - با داشتن تحرک پذیری قابل قبول، زره خوب و حفظ توپ عالی و در مجموع تا حدود زیادی حل مشکلات مکانیکی، حفاظتی و تحرک پذیری نمونه‌های پیشین، جانشین هر دو زره‌پوش دیگر شد.

## بازمانده‌ها
فقط دو دستگاه از این زره‌پوش‌ها پس از جنگ سالم باقی ماند. یک فردینانت توسط نیروهای شوروی در کورسک به غنیمت گرفته شد و هم‌اکنون در موزه تانک کوبینکا در خارج از مسکو قرار دارد. یک الفانت نیز در نبرد آنزیو به چنگ قوای آمریکایی افتاد و در حال حاضر بخشی از تجهیزات یک پایگاه آموزشی در ایالت ویرجینیا این کشور به حساب می‌آید.

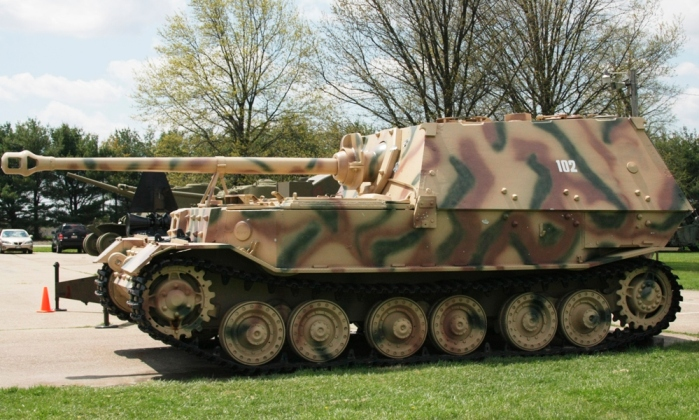
الفانت غنیمتی به دست قوای آمریکایی
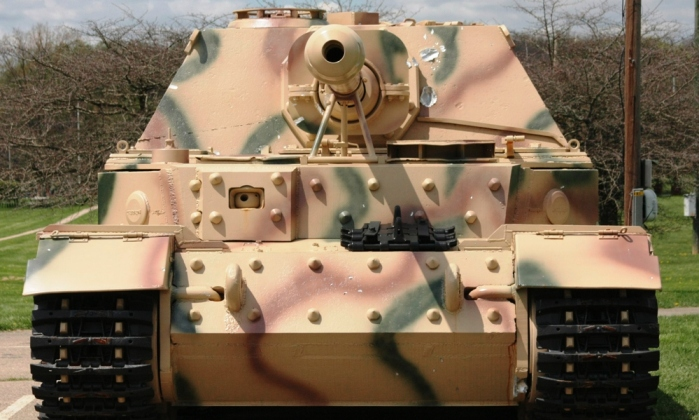
الفانت غنیمتی به دست قوای آمریکایی
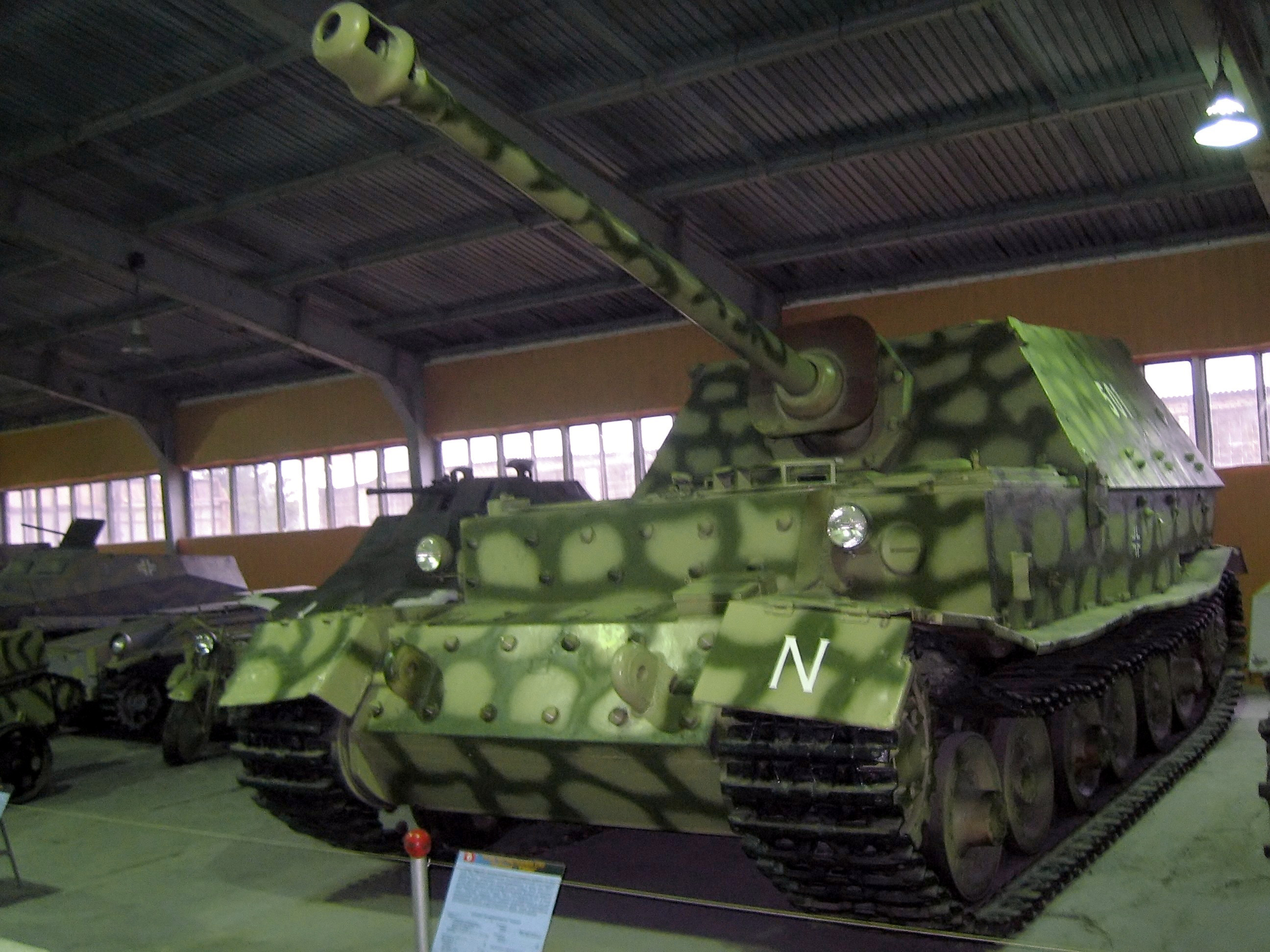
فردینانت در موزه تانک کوبینکا، مسکو، روسیه